# Мовленнєва комунікація
Мовленнє́ва комуніка́ція — це процес спілкування за допомогою  мови, який має свої внутрішні закони і базується на певній системі усталених  культурних норм.
Мовленнєву діяльність людини насамперед звернено до інших людей, які цю мову розуміють. Засобами мовлення передається важлива для нас інформація, якої ми самі не могли б отримати або отримали з величезними зусиллями (наприклад, ситуація «вчитель — учень»: вчитель навчає і перевіряє засвоєння  знань). Усі ми один щодо одного — комуніканти. Взаємодія комунікантів способом мовлення називається  інтеракцією або комунікативним актом.
| Мови | Це незавершена стаття про мову. Ви можете допомогти проєкту, виправивши або дописавши її. |